# Мисливець на демонів (фільм)
Мисливець на демонів (англ. Demon Hunter) — американський фільм жахів 2005 року.

## Сюжет
Джейка Греймана рідко звуть по імені. Більшості людей він відомий як «Мисливець на демонів». Довгі роки Грейман працює на таємне товариство, що знаходиться під патронатом Ватикану. Їх основна мета — винищування демонів, що заполонили світ. Але якщо зброя священика — молитвеник і розп'яття, то «Мисливець на демонів» віддає перевагу власним кулакам і осиковому кілку. Наближається вирішальна битва. Асмадей, ангел смерті, збирає армію темряви, маючи намір очолити війну проти всього живого. Єдина перешкода на його шляху — «Мисливець на демонів». Джейку належить вступити у вирішальну сутичку з силами пекла, від результату якої залежить не тільки його життя, але і доля всього людства.

## У ролях
- Шон Патрік Фленері — Джейк Грейман
- Біллі Драго — Асмодей
- Вільям Бассетт — Кардинал Вайт
- Терренс Бісор — Єпископ Десапіо
- Таня Дейтон — Сукуб
- Берта Холгін — Анна
- Ліа Морено Янг — Марія
- Гері Ніккенс — Ангел Пекла
- Едді Перес — Велика Людина
- Коллін Порш — сестра Сара Райан
- Ден Соуфворт — охоронець 1
- Роберт Алонсо — охоронець 2
- Семюел Ле — охоронець 3
- Йон Валера — охоронець 4
- Джонні Нгуйен — охоронець 5
- Чарльз Ховертон — інквізитор 1
- Херлан Бірд — умираючий
- Кен Штрунк — голлівудський агент
- Софі Кроуфорд — повія
- Девід Веллс — Отець Патрік
- Майкл Ворт — поліцейський
- Ненсі Юн — Ненсі Ямакава Лебіновітц
- Каро Арденті — Отець Оротті
- Домінік Кіннерд — Сорін